# مقاطعة جرجنت
مقاطعة جِرْجَنْت أو كِرْكَنْت  (بالإيطالية: Provincia di Agrigento)‏، مقاطعة إيطالية في جنوب صقلية، عاصمتها مدينة جرجنت، عدد سكانها 456.612 نسمة ومساحتها 3042 كيلومتر مربع وبها 44 مدينة وبلدة، تطل جنوباً على قناة صقلية، ويحدها غرباً مقاطعة طرابنش، وشمالاً مقاطعة بلرم ومن الشمال الشرقي مقاطعة قلعة النساء.

## أهم المدن

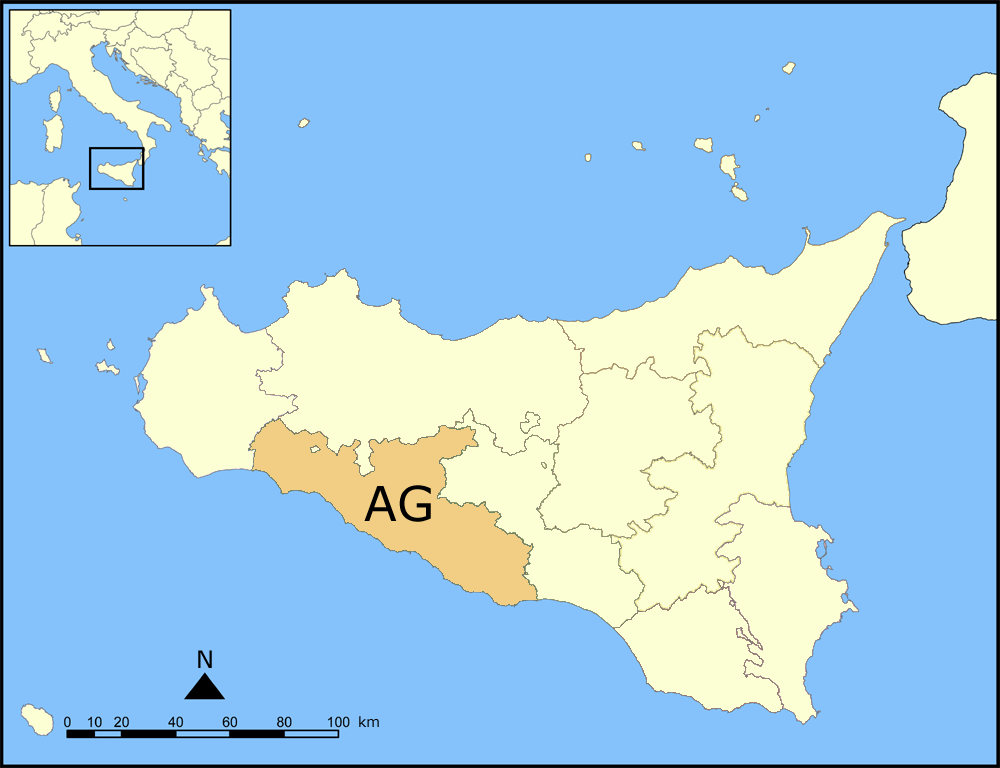
مقاطعة جرجنت.

| المدينة            | الاسم بالإيطالية     | السكان (نسمة) | المساحة (كم²) |
| ------------------ | -------------------- | ------------- | ------------- |
| جرجنت              | Agrigento            | 59.111        | 244,59        |
| الشاقة             | Sciacca              | 40.868        | 190,98        |
| لنبياذة (لقاتة)    | Licata               | 39.091        | 178,91        |
| كانيكاتي           | Canicattì            | 33.604        | 91,41         |
| فوارة              | Favara               | 33.558        | 81,03         |
| بالما دي مونتيكارو | Palma di Montechiaro | 23.927        | 76,36         |

.